# DIXY
Die DIXY Group (russisch Дикси, Diksi) ist ein russisches Unternehmen im Lebensmitteleinzelhandel mit Firmensitz in Moskau. Das Unternehmen besitzt insgesamt über 2700 Filialen in 775 Orten in Russland. Das Unternehmen wurde 1999 vom russischen Geschäftsmann Oleg Leonow gegründet.

## Filialen und Märkte
Die DIXY Group verfügt über 2706 Filialen (Ende September 2017). Neben den Märkten unter dem Namen Dixy (2646 Filialen, Ende 2016), gehören kleine und Supermärkte Viktoria (russisch Виктория, 48 bzw. 67) sowie die Geschäfte Megamarkt und Minimarkt (russisch Мегамарт und russisch Минимарт, zusammen 40). 82 % des Umsatzes steuerten die Dixy-Märkte bei, 10 % die Supermärkte Viktoria und 6 % die Mega- und Minimärkte.
Die regionale Verteilung der Märkte konzentrierte sich Ende 2016 sich mit 1960 Märkten vor allem auf Zentralrussland und Nordwestrussland (660 Märkte). Im Ural ist die DIXY Group mit 161 Märkten, die Marke Megamarkt ist vor allem hier vertreten. In der Wolgaregion verfügt das Unternehmen lediglich über 21 Geschäfte. Die Märkte Viktoria sind führend in der Oblast Kaliningrad.

## Russlandweiter Vergleich
Im Vergleich zu anderen Lebensmitteleinzelhandel in Russland ist DIXY die drittgrößte Handelskette nach der Anzahl der Geschäfte (mit großem Abstand hinter Magnit und der X5 Retail Group), die viertgrößte nach Umsatz (nach Magnit, der X5 Retail Group und Auchan) und die fünftgrößte nach den Verkaufsflächen (nach Magnit der X5 Retail Group, Auchan und Lenta).